# Bláznova kronika
Bláznova kronika je český hraný film režiséra Karla Zemana z roku 1964 s Petrem Kostkou, Miloslavem Holubem a Emílií Vášáryovou v hlavních rolích.

## Základní údaje
- Filmové studio Barrandov uvádí
- "Bláznova kronika"
- Námět: Karel Zeman
- Scénář: Zasloužilý umělec · Karel Zeman a Pavel Juráček
- Komentář: Radovan Krátký
- Hovoří: Národní umělec · František Smolík · Laureát státní ceny
- Stavby: Zdeněk Rozkopal
- Hudba: Jan Novák
- V hlavních rolích hrají: Petr Kostka, Miroslav Holub, Emilia Vašáryová, Valentina Thielová, Karel Effa, Eva Šenková, Zasloužilý umělec · Eduard Kohout, Vladimír Menšík, Čestmír Řanda, Jiří Holý · Laureát státní ceny, Josef Haukvic
- Střih: Miroslav Hájek
- Zvuk: Roman Hloch
- Návrhy kostýmů: Jiří Jaška
- Kostýmy: Miroslava Šmídová, Dagmar Krausová
- Masky: Rudolf Hammer, Jan Štětina, Jiří Budín
- Výprava: Josef Dvořák
- Rekvisity: Vojtěch Palek
- Hudbu náhrál: Filmový symfonický orchestr · Za řízení: Františka Belfína
- Texty písní: Ludvík Kundera
- Choreograf: Luboš Ogoun
- Zástupci vedoucího výroby: Václav Dobeš, Růžena Hulínská, Jiří Mařas
- Asistenti kameramana: Zdeněk Prchlík, Bohumil Paris
- Vrchní osvětlovač: Jindřich Holý
- Fotoreportér: Josef Vítek
- Triková část:
  - Animátoři: Arnošt Kupčík, František Krčmář
  - Kamera: Bohuslav Pikhart
  - Scény: Zdeněk Ostrčil, Karel Zeman
- Pomocná režie: Bohumil Brejcha, Miroslav Kubišta
- Script: Jana Rozbrojová
- Asistenti režie: Eliška Doubková, Jana Cunderlová
- Kamera: Václav Huňka
- Výroba: Josef Ouzký
- Režie: Zasloužilý umělec · Karel Zeman · Laureát státní ceny
- Vyrobilo: Filmové studio Barrandov · Nositel Řádu práce
- Tvůrčí skupina: Bohumil Šmída, Ladislav Fikar
- 1964
- Zpracovaly: Filmové laboratoře Barrandov
- F 11-40281

## Děj
Jde o historickou komedii v žánru fantasy se zjevným protiválečným kontextem, která pojednává o osudech mladého oráče Petra (Petr Kostka), který je v roce 1625 násilně odveden do armády, aby bojoval na bojištích třicetileté války. Na počátku filmu se Petr náhodně setkává s vojenským verbířem (a se svým pozdějším vojenským kumpánem a kamarádem) žoldnéřem Matějem (Miloslav Holub), později i s dívkou Lenkou (Emília Vašáryová). Tyto tři hlavní postavy pak spolu procházejí celým dějem filmu. Snímek, ostatně tak jako většina hraných filmů režiséra Karla Zemana, je plný neotřelého humoru, mnoha filmových triků i nevšedních a výrazných výtvarných počinů.

## Hrají
| Petr Kostka          | oráč Petr                         |
| Miloslav Holub       | verbíř Matyáš z Babic zvaný Matěj |
| Emília Vašáryová     | Lenka                             |
| Valentina Thielová   | komtesa Veronika                  |
| Karel Effa           | hejtman Varga z Koňousova         |
| Eva Šenková          | hraběnka, matka Veroniky          |
| Eduard Kohout        | hrabě, otec Veroniky              |
| Vladimír Menšík      | dvorní malíř                      |
| Čestmír Řanda        | vachtmajstr                       |
| Jiří Holý            | španělský důstojník               |
| Josef Haukvic        | císařský mušketýr                 |
| František Kovářík    | šašek                             |
| Ota Žebrák           | ansfeldovský důstojník            |
| Václav Švec          | hradní stráž                      |
| Olga Schoberová      | pradlena                          |
| Martin Raus          | císařský důstojník                |
| Milan Neděla         | kovář                             |
| Míla Myslíková       | služebná                          |
| Ladislav Gzela       | hradní stráž                      |
| Alois Dvorský        | strážný na hlásce                 |
| Vítězslav Černý      | mušketýr                          |
| Zdeněk Braunschläger | mušketýr                          |
| Miriam Kantorková    | dvorní dáma                       |
| Lubomír Bryg         | kuchtík                           |
| Jan Libíček          | vozka-verbíř                      |
| František Smolík     | vypravěč                          |

## Poznámka
Film byl v roce 2010 vydán na 2 DVD, kde kromě vlastního filmu byly zveřejněny rozhovory nejen s jednotlivými herci (Petr Kostka, Valentina Thielová, Miriam Kantorková, Emília Vášáryová), ale i s dcerou režiséra Karla Zemana, výtvarnicí, režisérkou a spisovatelkou Ludmilou Zemanovou. Dále zde hovořil spolutvůrce snímku filmový výtvarník a režisér Zdeněk Ostrčil a filmový pedagog pražské FAMU Jiří Kubíček. Kromě tohoto filmu zde také byl zveřejněn krátký snímek Bez pasu a bez víza z Kudlova do San Franciska, který pojednává o cestě Karla Zemana a Olgy Schoberové na filmový festival v San Francisku, kde byl film Bláznova kronika soutěžně promítán, této cesty se také zúčastnila filmová loutka Pana Prokouka. Na tomto filmovém festivalu film získal hlavní cenu za nejlepší film a nejlepší režii.